# Sopot (Kavadarci)
Pour les articles homonymes, voir Sopot (homonymie).
Sopot (en macédonien Сопот) est un village du sud de la Macédoine du Nord, situé dans la municipalité de Kavadartsi. Le village comptait 804 habitants en 2002.

## Démographie
Lors du recensement de 2002, le village comptait :
- Macédoniens : 800
- Roms : 2
- Serbes : 1
- Autres : 1